# Bohyniwka
Bohyniwka (ukr. Богинівка) – wieś na Ukrainie, w obwodzie dniepropetrowskim, w rejonie synelnykowskim, siedziba hromady Brahyniwka. W 2001 liczyła 1073 mieszkańców, spośród których 960 wskazało jako ojczysty język ukraiński, 98 rosyjski, a 15 ormiański.